# Javad Nekounam
Javad Nekounam (persa: جوادنکونام) (Rey, 7 de setembro de 1980) é um ex-futebolista iraniano que atuava como meio-campista. Treinou pela última vez o Esteghlal.

## Carreira
Nascido em Rey, Irã, teve uma carreira notável, incluindo passagens por Pas Tehran, Al-Wahda, Al-Sharjah, e Kuwait SC. Sua fase mais significativa foi no Osasuna, na Espanha, onde se destacou antes de retornar ao Irã para jogar no Esteghlal, no Saipa F.C. e encerrar sua carreira no Al-Arabi SC do Catar, em 2016.

## Seleção nacional
Javad Nekounam representou a Seleção Iraniana de Futebol nas Copas do Mundo de 2006 e de 2014, e em quatro Copas da Ásia.

## Carreira como treinador
Javad Nekounam atuou como assistente na seleção iraniana em 2016 e treinou o Khoneh be Khoneh (2017-2018). Ele levou o Nassaji Mazandaran à liga principal (2018-2019), conquistou a Copa Hazfi e a Supercopa com o Foolad (2019-2023), e comandou o Esteghlal de 2023 a 2024.

## Títulos

### Pas
- Iran Pro League: 2003–04

### Esteghlal
- Iran Pro League: 2012–13

### Al-Kuwait
- Kuwait Emir Cup: 2013–14

### Irã
- AFC – OFC Challenge Cup: 2003
- Asian Games: 2002
- West Asian Football Federation Championship: 2004; 3° Lugar 2002
- Copa da Ásia: 3° Lugar 2004

### Individual
- Football Iran News & Events: Jogador e Meio-campista da temporada (Osasuna, 2006–07)
- AFC Champions League: Dream Team 2013
- Futebolista Asiático do Ano: Vice 2013